# Dwór w Kerlouët
Dwór w Kerlouët – wzniesiony w latach 1747–1752 dla hrabiego de Roquefeuille. Od 1964 roku została wpisana do rejestru zabytków.  

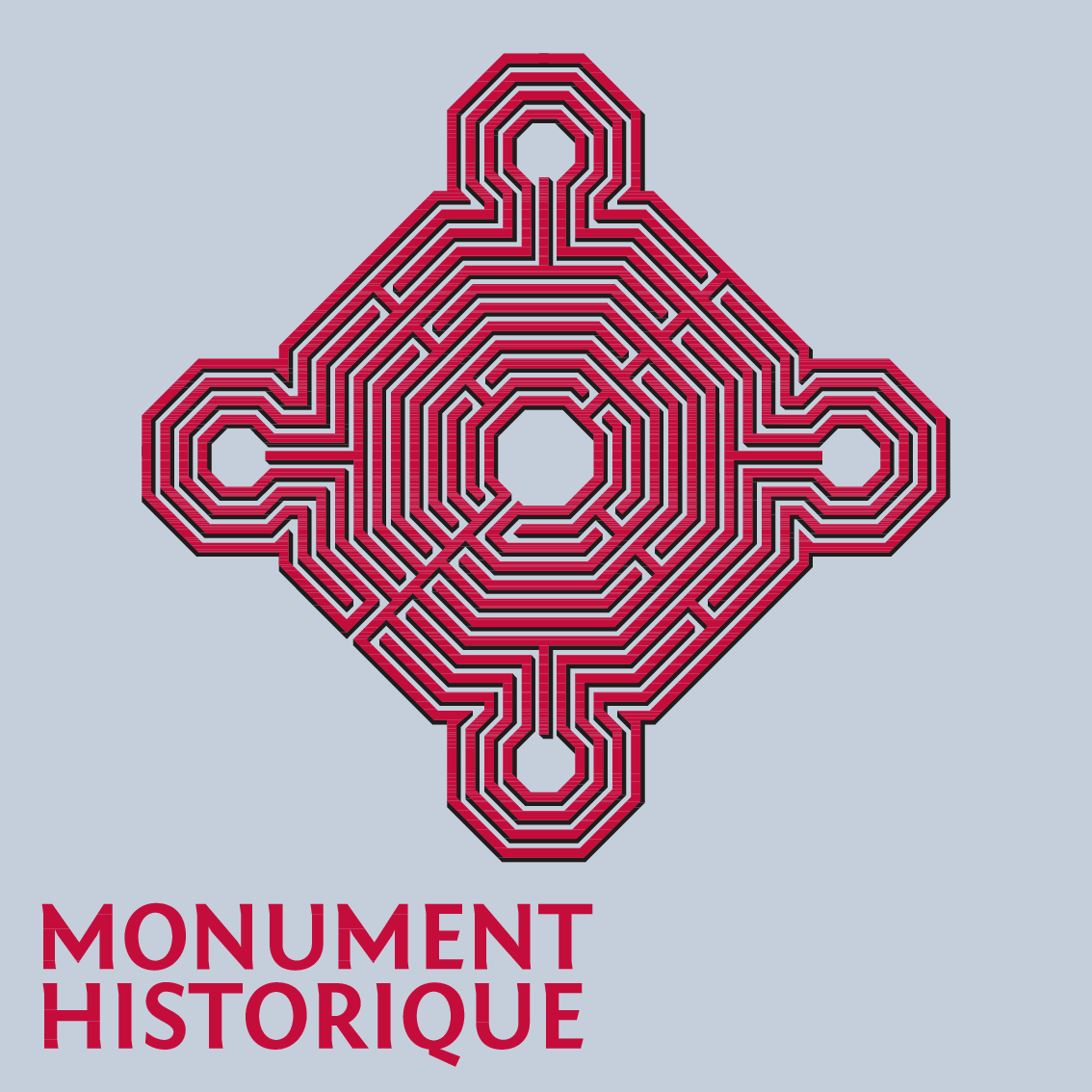
Logo monument historique - 2017

## Lokalizacja
Dwór zlokalizowany jest przy 4 Kerlouët, w miejscowości Plévin, w departamencie Côtes-d’Armor, w regionie Bretania.
Nie należy go mylić z pałacem o tej samej nazwie, w Quimper-Guézennec.

## Opis
Piętrowy dwór Kerlouet lub Keranlouët zbudowany jest z granitu i łupków ilastych. Posiada dwuspadowy dach z otwartym szczytem. Głównym elementem pokrycia jest łupek. Dwór posiadał kaplicę. W dworze zastosowano schody kręcone i spiralne.
Posiadłość była własnością Jehana de Kerlouët, kapitana Roche-Porzay w Poitou. Poprzez małżeństwo Konstancji, córki Jehana de Kerlouët z Yvonem Canaberem w 1372 roku przeszła do rodziny Canaber., a następnie Marie Gabrielle de Kergus, pani Roquefeui. W późniejszych latach (1670 rok) w dokumentach pojawia się René Canaber, rycerz, pan Kerlouët i gubernator Carhaix. Jego najstarsza córka Louise-Alexandrine de Canaber poślubiła 4 sierpnia 1672 hrabiego Messire Anne de la Haye. Ich syn zmarł bezpotomnie. Dwór został częściowo spalony przez Bonnetsa Rougesa w 1675 roku. Louise-Alexandrine de la Haye Saint-Hilaire zmarła w 1711 roku, Kerlouët przypadł jej siostrze Mauricette-Vincente de Canaber, która sprzedała go w 14 maja 1714 roku Pierre’owi de Brilhac. Z jego rąk majątek przeszedł do Jacques’a Aymarda, hrabiego Roquefeuil, dla którego został wybudowany obecny dwór.
Główny budynek był otoczony od południa wielokątną wieżą, a od północy dwoma pawilonami z herbem rodziny Canaber. W szczycie zachodnim wtopiony jest herb rodziny Roquefeuil.